# 12 (film, 2007)
12 je ruski sodni dramski film iz leta 2007, ki ga je režiral in zanj tudi napisal scenarij Nikita Mihalkov. V glavnih vlogah nastopajo Sergej Makovecki, Nikita Mihalkov, Sergej Garmaš, Valentin Gaft, Aleksej Petrenko in Jurij Stojanov. Film je remake ameriškega filma 12 jeznih mož Reginalda Rosea iz leta 1957, ki je posnet po istoimenski gledališki igri. Zgodba prikazuje 12-člansko poroto, ki odloča o krivdi čečenskega fanta za umor svojega očima.
Film je bil premierno prikazan 7. septembra 2007 na Benešken filmskem festivalu, kjer je bil nominiran za glavno nagrado zlati lev, osvojil pa posebno nagrado. Osvojil je tudi pet nagrad zlati orel in bil kot ruski kandidat nominiran za oskarja za najboljši mednarodni celovečerni film na 80. podelitvi. Skupno je prejel devet nagrad in osem nominacij na svetovnih filmskih festivalih.

## Vloge
- Sergej Makovecki kot porotnik 1
- Nikita Mihalkov kot porotnik 2
- Sergej Garmaš kot porotnik 3
- Valentin Gaft kot porotnik 4
- Aleksej Petrenko kot porotnik 5
- Jurij Stojanov kot porotnik 6
- Sergej Gazarov kot porotnik 7
- Mihail Jefremov kot porotnik 8
- Aleksej Gorbunov kot porotnik 9
- Sergej Artsibašev kot porotnik 10
- Viktor Veržbitski kot porotnik 11
- Roman Madjanov kot porotnik 12
- Aleksander Adabašjan kot sodni izvršitelj
- Apti Magamajev kot čečenski fant
- Abdi Magamajev kot čečenski moški
- Ferit Mjazitov kot Mihail Gorbačov